# Lacul Colibița
Lacul Colibița este un lac artificial de acumulare din Munții Călimani, județul Bistrița-Năsăud. Lacul a fost creat prin construirea barajului Colibița pe cursul râului Bistrița, baraj amenajat în perioada 1977 - 1991 cu scop hidroenergetic, de alimentarea cu apă a localităților din aval, a industriei, irigații și regularizare a debitului apelor râului Bistrița.

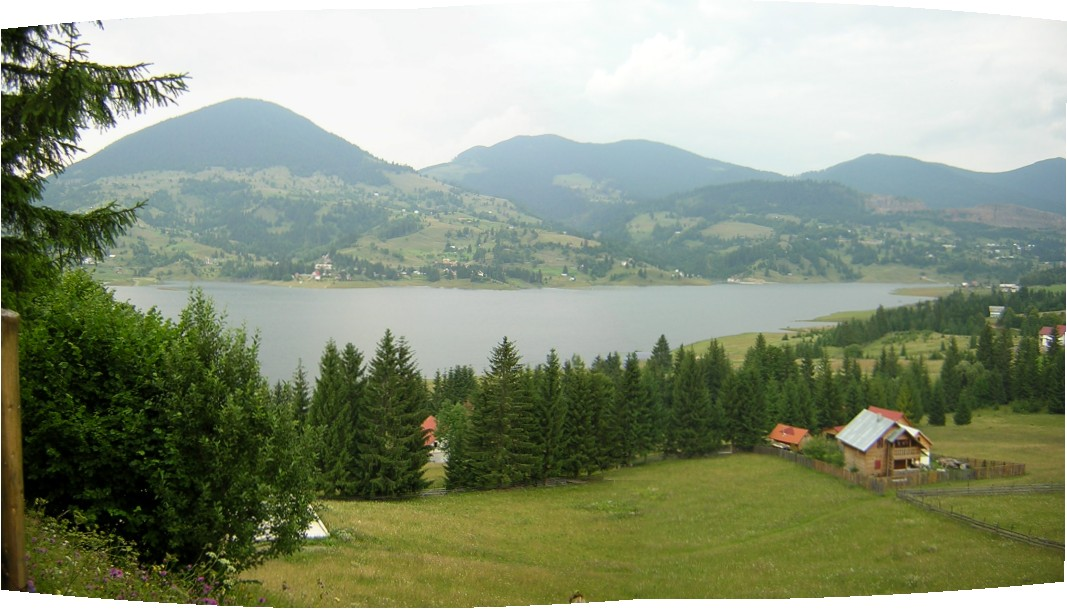
Lacul Colibița - panoramă, în spate vârful Căsaru (1580 m).

Lacul Colibița are suprafața de 270 ha, lungimea de 13 km și volumul de 65 mil m3 fiind situat la o altitudine de 900 m. Pe malurile lacului se află stațiunea turistică Colibița.

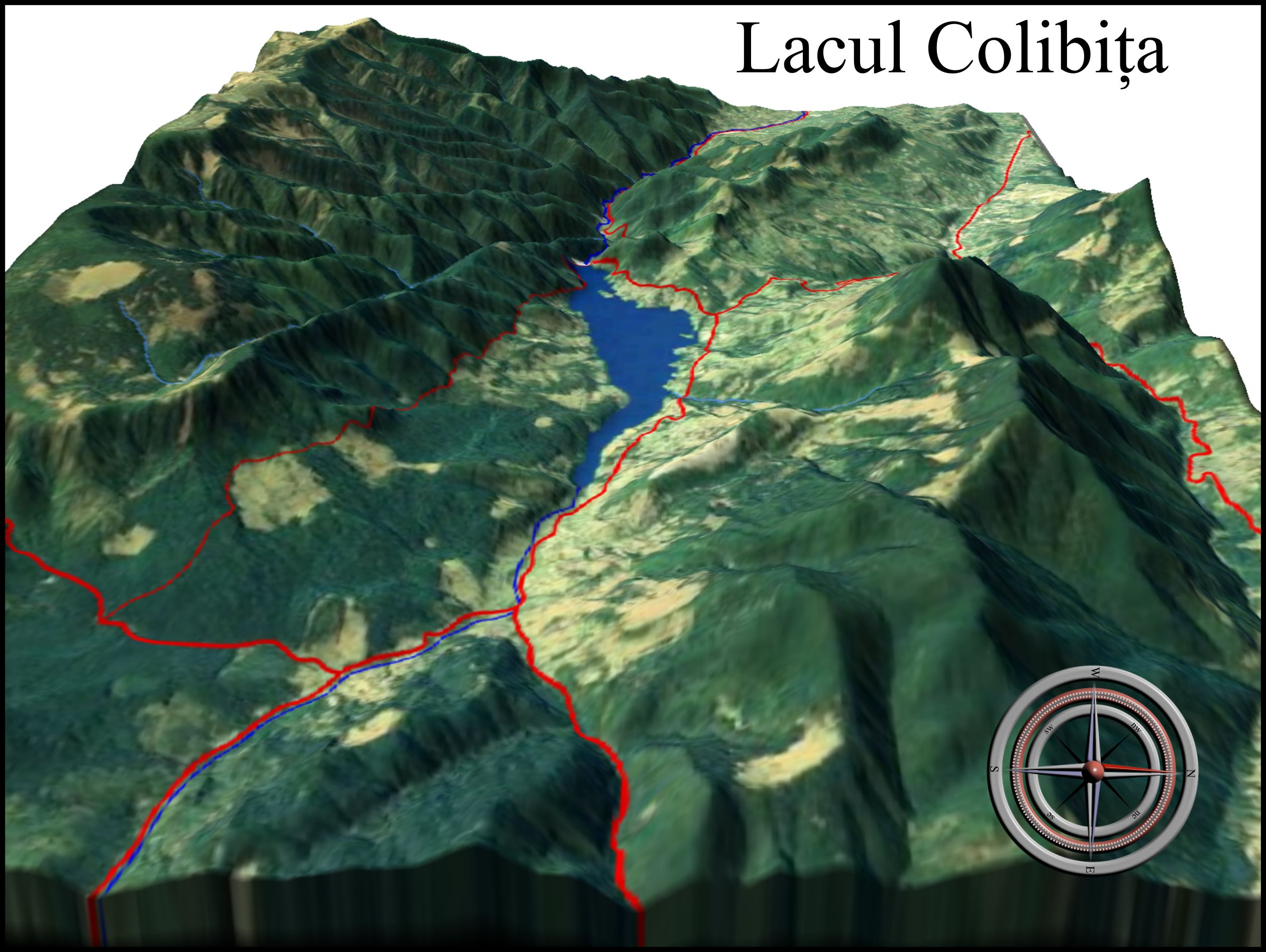
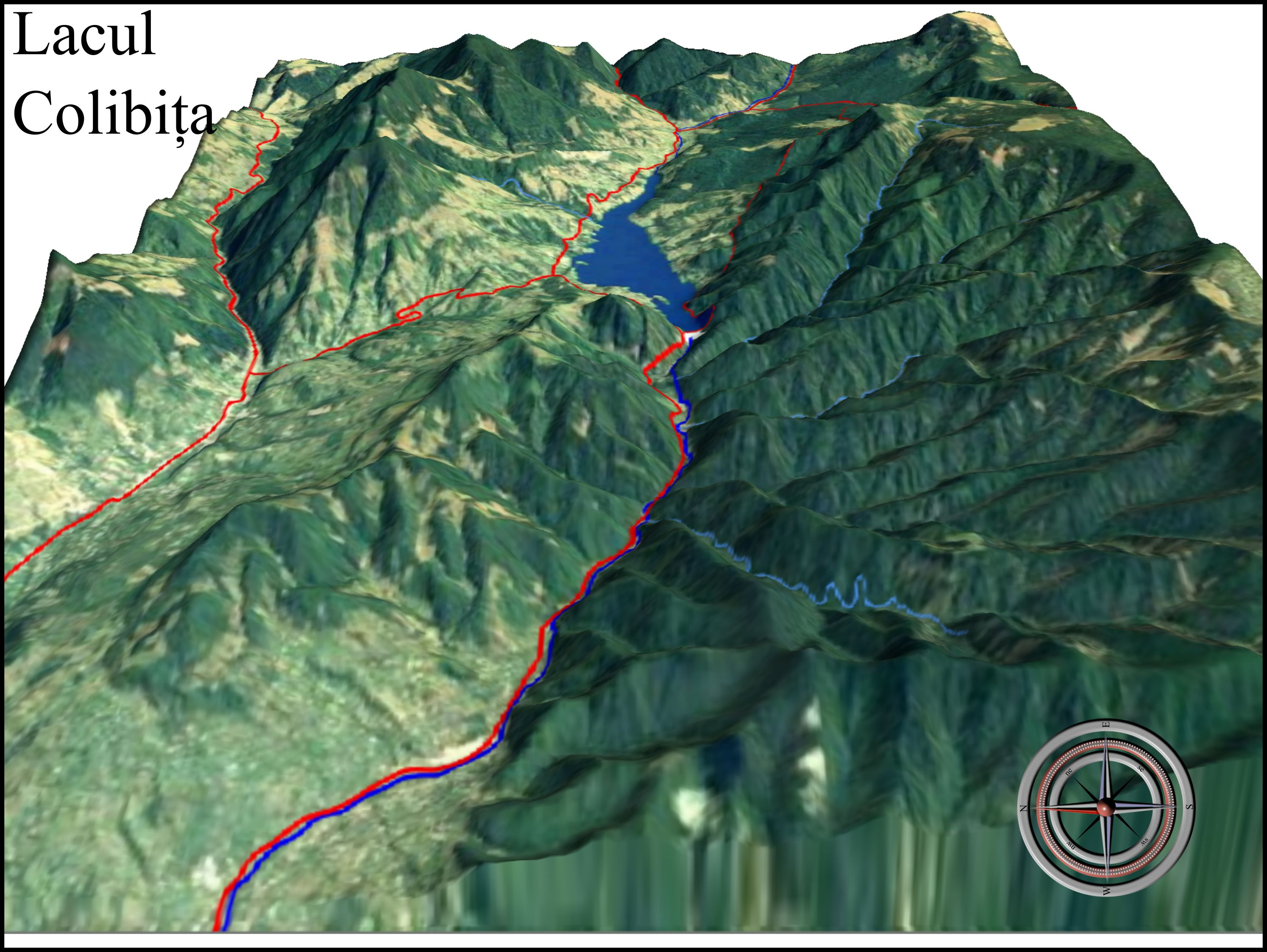
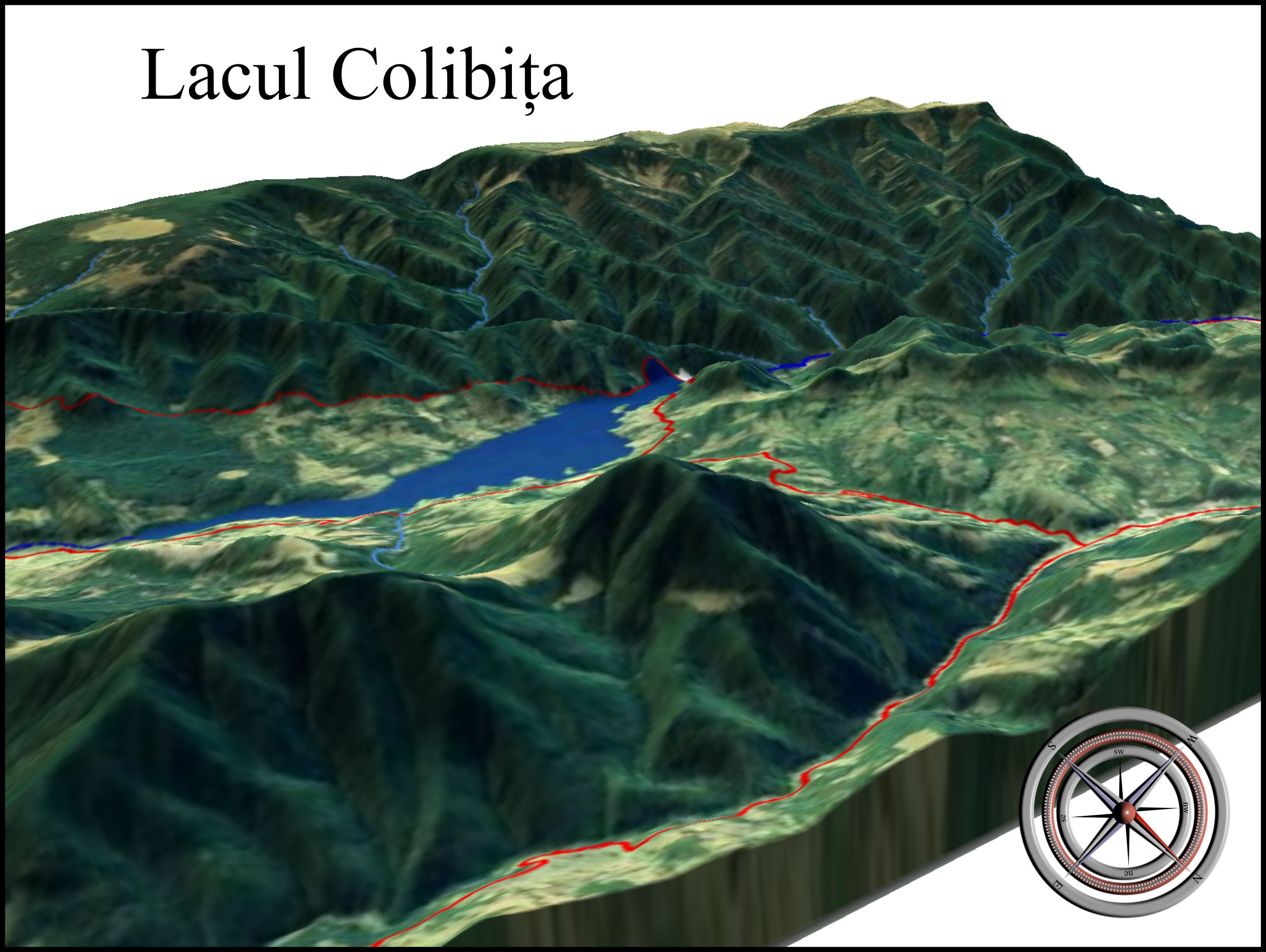